# Alpha Arae
α Arae ist mit einer scheinbaren Helligkeit von +2,85 mag der zweithellste Stern im Sternbild Altar. Er befindet sich in einer Entfernung von etwa 270 Lichtjahren und ist ein Be-Stern. Er gehört dabei zu den eruptiven Untergruppen der Lambda-Eridani-Sterne sowie auch der Gamma-Cassiopeiae-Sterne. Dabei übertrifft seine Helligkeit im Maximum diejenige von Beta Arae, dem hellsten Stern im Sternbild Altar.